# Live at the Isle of Wight 1970
Live at the Isle of Wight 1970 är ett livealbum av Leonard Cohen, utgivet 2009 av skivbolaget Columbia. Skivan innehåller 19 spår inspelade på Isle of Wight Festival 31 augusti 1970. Live at the Isle of Wight 1970 utgavs som 2 x vinyl-LP och CD + DVD.

## Låtlista
1. "Introduction" – 3:06
2. "Bird On The Wire" – 4:15
3. "Intro to So Long, Marianne" – 0:16
4. "So Long, Marianne" – 7:07
5. Intro: “Let’s renew ourselves now...” – 0:51
6. "You Know Who I Am" – 3:59
7. "Intro to Poems" –  0:29
8. "Lady Midnight" –  3:38
9. "They Locked Up A Man" (poem) / "A Person Who Eats Meat" / "Intro" – 2:00
10. "One Of Us Cannot Be Wrong" – 4:54
11. "The Stranger Song" – 6:37
12. "Tonight Will Be Fine" – 6:17
13. "Hey, That’s No Way To Say Goodbye" – 3:34
14. "Diamonds In The Mine" – 5:23
15. "Suzanne" – 4:18
16. "Sing Another Song, Boys" – 6:13
17. "The Partisan" – 4:47
18. "Famous Blue Raincoat" – 5:20
19. "Seems So Long Ago, Nancy" – 4:19

## Medverkande
Musiker
- Leonard Cohen – sång, akustisk gitarr
- Bob Johnston – orgel, piano, gitarr, munspel
- Elkin "Bubba" Fowler – banjo, basgitarr
- Charlie Daniels – violin
- Ron Cornelius – gitarr
- Corlynn Hanney, Donna Washburn, Susan Musmanno – körsång

Produktion
- Steve Berkowitz, Elisa Da Prato – musikproducent
- Teo Macero – ljudtekniker
- Chris Shaw – ljudmix
- Mark Wilder – mastering
- Edward O'Dowd – omslagsdesign